# Kaastaart

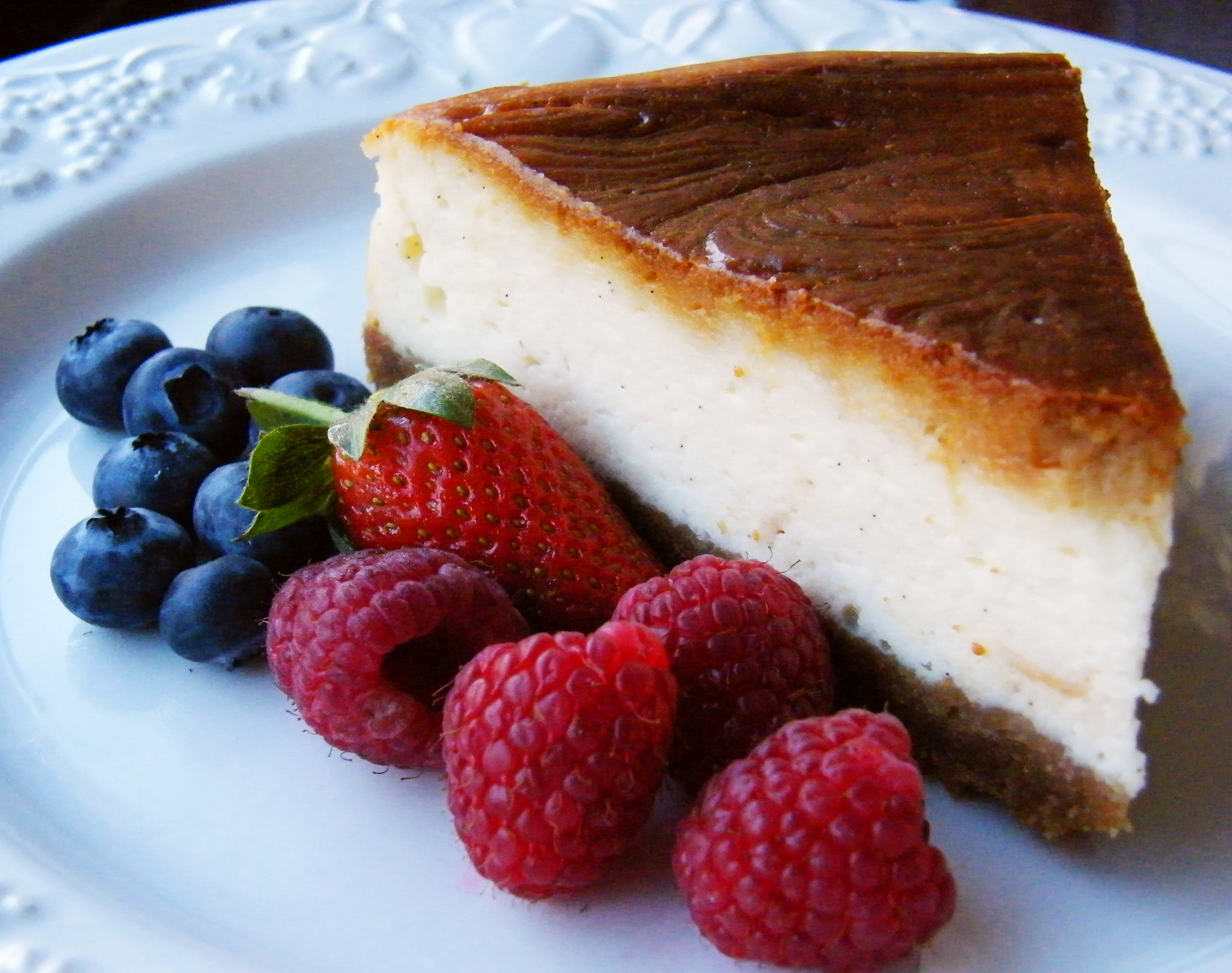
Een taartpunt gebakken cheesecake

Een kaastaart is een taart waarin een zachte kaas als kwark, MonChou, roomkaas, hüttenkäse, mascarpone of ricotta is verwerkt. 
Er zijn verschillende lokale soorten en varianten kaastaart:
- Cheesecake in de Angelsaksische wereld
- Kaastaart uit de Druivenstreek in België, erkend als streekproduct[1]
- Käsekuchen in Duitsland
- Käsewähe in Zwitserland
- Kwarktaart in Nederland
- Ostkaka in Zweden
- Sernik in Polen
- Tourteau fromagé uit Deux-Sèvres in Frankrijk

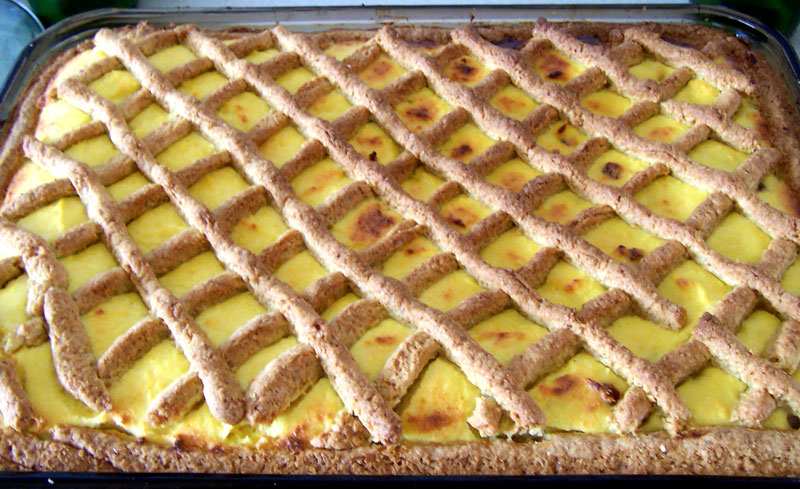
Sernik (Polen)

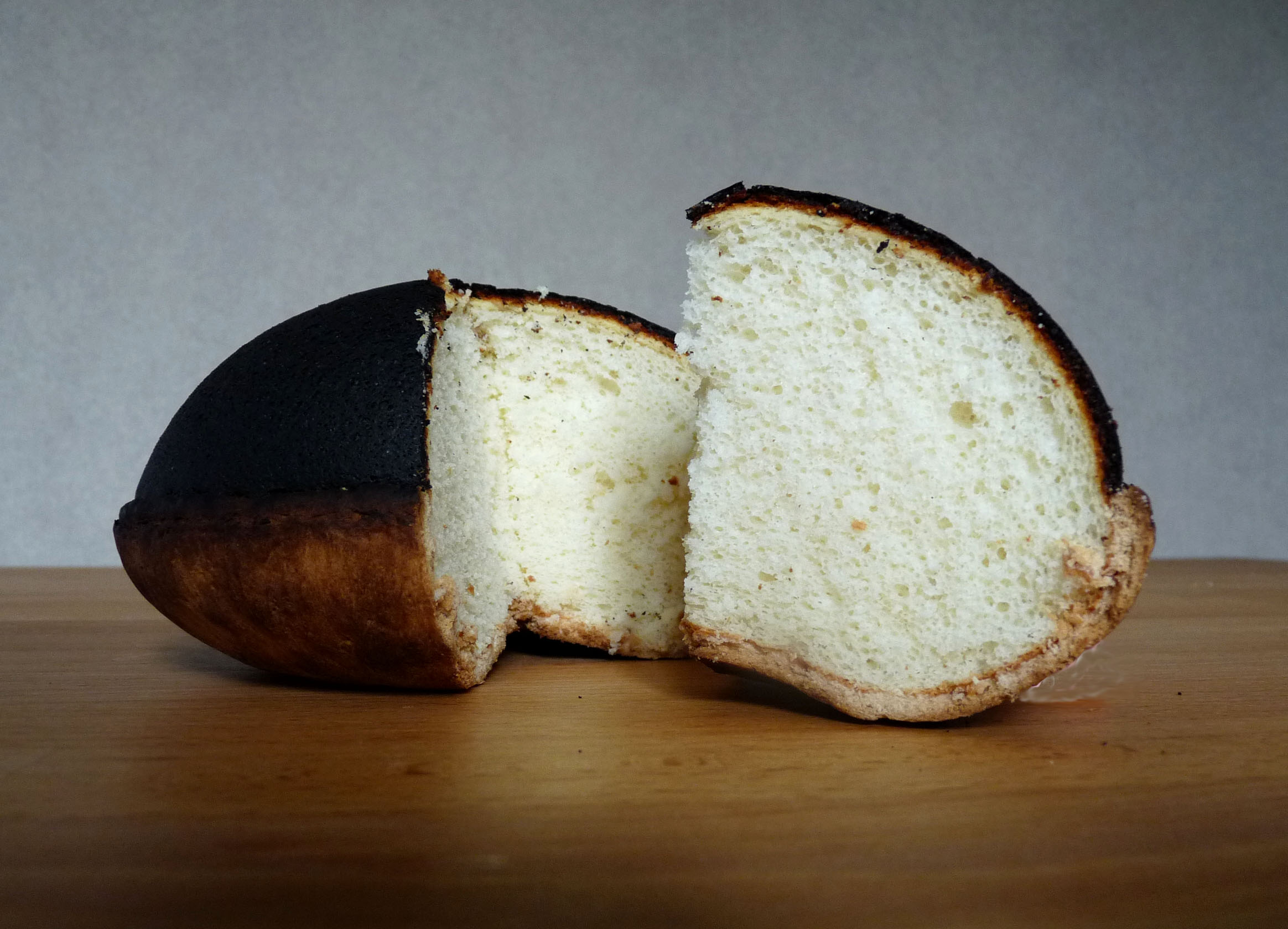
Tourteau fromagé (Frankrijk)

Een kaastaart bestaat uit een of meer lagen. De hoofdlaag bestaat uit een mengsel van zachte verse kaas, eieren en suiker. Als er een onderlaag is, dan bestaat deze meestal uit een korst of basis, gemaakt van verkruimelde koekjes (of biscuits), deeg of soms cake. Kaastaart wordt soms gebakken en soms in de koelkast bereid.
Kaastaart wordt meestal gezoet met suiker en kan op diverse manieren van een smaak worden voorzien. Vanille, specerijen, citroen, chocolade, pompoen of andere smaken kunnen aan de hoofdlaag met kaas worden toegevoegd. Extra smaken en versiering kunnen worden toegevoegd door de cake te bedekken met fruit(saus), slagroom, noten, koekjes, chocoladesiroop of andere ingrediënten.